# 애플 III
애플 III(Apple III)는 애플 컴퓨터가 출시, 생산한 비즈니스 지향 개인용 컴퓨터로, 애플 II 시리즈의 뒤를 이었으나 시장에서는 크게 실패한 제품으로 여겨진다. 애플 III의 개발은 1978년 말에 웬델 샌더(Wendell Sander)의 주도 아래 착수되었다. 샌더의 딸의 이름을 따서 "사라"(Sara)라는 내부 코드 이름을 사용하였다. 이 컴퓨터는 1980년 5월 19일에 처음 발표, 출시되었으나 심각한 안정성 문제가 제기되자 그 해 가을에 다시 공식 선보이게 되었다. 개발이 중단되자 애플 III는 1984년 4월 24일에 공급이 중단되었고 III 플러스가 1985년 9월 애플 제품 라인에서 떨어져나갔다.
애플 III는 강화된 애플 II로 볼 수도 있는데 이는 1976년 당시 8비트 머신의 최신 상속판이었기 때문이었다. 그러나 공식적으로 애플 III는 애플 II 라인의 일부가 아니었고 단지 가까운 사촌 관계였다.